# Le Jour des corneilles
Pour plus de détails, voir Fiche technique et Distribution.
Le Jour des corneilles est un film d'animation issu d'une coproduction entre la France, la Belgique, le Luxembourg et le Canada. Écrit par Amandine Taffin, le scénario est librement inspiré du roman du même nom de Jean-François Beauchemin paru en 2004. La mise en scène est signée Jean-Christophe Dessaint, dont c'est le premier long-métrage. Il est sorti en France le 24 octobre 2012. L'histoire mêle conte et fantasy.

## Synopsis
Au cœur d'une grande forêt, le fils Courge grandit en petit sauvage aux côtés de son père, un colosse bourru et tyrannique qui le maintient dans l'ignorance du monde des hommes. Les seuls amis du fils Courge sont des fantômes muets (dont celui de sa mère) ayant pris forme animale, qui communiquent avec lui par signes. Un jour, alors qu'il cherche à soigner son père blessé et inconscient, le jeune garçon s'aventure hors de la forêt, sur les conseils d'un des fantômes, et découvre un village. Il y fait la rencontre de Manon, la fille du docteur qui a accepté de soigner son père. Avec elle, il découvre l'existence d'un sentiment inconnu pour lui : l'amour. Il se lance alors à la recherche de celui de son père. Une fois Courge rétabli, il retourne vivre dans la forêt avec son fils. Ce dernier finit par apprendre ce qui est arrivé : Autrefois, le père Ronce s'opposait à l'amour de sa fille pour Courge. En pourchassant les amants, il est mort dans l'incendie qu'il avait lui-même provoqué. Courge et son amante ont fui dans la forêt où cette dernière est morte en accouchant de son fils. Fou de chagrin, Courge n'a jamais pu aimer l'enfant.
Quelques mois plus tard, Courge s'affaiblit. Le fils, par l'intermédiaire d'une corneille qu'il a sauvée de la mort, envoie un message demandant de l'aide. Manon vient le voir. Courge, voyant Manon et pensant qu'elle veut lui enlever son fils, l'agresse et met le feu à la cabane accidentellement. Mais cela lui rappelle le drame qui a provoqué son exil et, dans un sursaut d'amour, il se sacrifie pour permettre aux enfants de fuir l'incendie. Enfin apaisé, son fantôme retrouve celle qu'il aime. Manon et le fils quittent alors la forêt.

## Fiche technique
- Titre : Le Jour des corneilles
- Titre anglais : The Day of the Crows
- Réalisation : Jean-Christophe Dessaint
- Scénario : Amandine Taffin, d'après Le Jour des corneilles de Jean-François Beauchemin
- 1er assistant à la réalisation : Guillaume Lebois
- Montage : Opportune Taffin
- Direction artistique : Patrice Suau
- Création des décors : Maël le Gall, Philippe Dentz
- Création des personnages originaux : Serge Élissalde
- Storyboard : David Berthier, Jean-Christophe Dessaint, Guillaume Lebois, Étienne Pinault, Matthieu Serre, Serge Élissalde
- Animation et supervision de l'animation : Guillaume Lebois, Jean-Christophe Dessaint, Nicolas Debray
- Direction du compositing : Jimmy Audoin
- Effets spéciaux : Paul-Étienne Bourde
- Musique originale : Simon Leclerc
- Son : Loïc Prian, Damien Boitel, Emmanuel Croset, Nicolas Becker
- Production déléguée : William Picot
- Production exécutive : William Picot, Marc Jousset
- Coproduction déléguée : Éric Goossens (Belgique), Anton Roebben (Belgique), Luc Vanda (Canada), Stephan Roelant (Luxembourg)
- Coproduction : Marc Bonny, Adrian Politowski, Gilles Waterkeyn
- Sociétés de production : Finalement, en coproduction avec Walking the Dog, Max Films, Mélusine productions, en association avec Cofinova 7
- Studios de fabrication : Finalement, Je suis bien content, Folimage, Studio 352, Walking the dog, Digital Graphics, Max Films, Jahngin
- Sociétés de distribution : Gebeka Films (France), Le Pacte (international)
- Pays d'origine :  France,  Belgique,  Luxembourg,  Canada[1]
- Langue originale : français
- Format : couleur - 2,35:1 scope
- Dates de sortie :
  - France et Belgique : 24 octobre 2012[1]

## Distribution
- Lorànt Deutsch : le fils Courge
- Jean Reno : le père Courge
- Isabelle Carré : Manon
- Claude Chabrol : le docteur
- Chantal Neuwirth : la vieille Ronce
- Bruno Podalydès : l'infirmier, le vieux Ronce
- Philippe Uchan : le maire
- Patrick Ligardes : le sergent, le vieux à la canne
- Élodie Huber : la mère
- Jeanne-Sylvette Giraud : la petite corneille

Source de doublage

## Production
Le projet est annoncé en octobre 2008. Le film devait à l'origine être réalisé par Serge Élissalde, mais c'est finalement Jean-Christophe Dessaint qui en assure la réalisation. Le budget du film s'élève à 7 millions d'euros, réunis en associant des financements français, belges, luxembourgeois et canadiens

## Différences avec le roman
Comparé au film, le roman est beaucoup plus sombre et cruel. En outre, il ne se termine pas sur une happy end et le jour des corneilles, qui lui donne son titre, ne fait pas référence au même évènement. Le père Courge n'est pas exilé pour la même raison et il ne connaît pas de rachat à la fin : son fils le tue et est condamné pour ce crime. La principale raison qui empêche cette issue dramatique dans le film est la survie de Manon, qui dans le roman meurt (accidentellement ?) peu après sa première rencontre avec le fils Courge. En outre, elle n'est pas la fille du docteur mais une simple employée de ferme du père Ronce, lequel n'est qu'évoqué dans le roman. Les fantômes jouent également un rôle bien plus important dans le film. Dans le roman, il semble qu'ils n'étaient qu'un fantasme, alors que tout laisse entendre qu'ils ont une certaine réalité dans le film. 

## Accueil

### Accueil critique
Le film a été projeté au festival d'Annecy le 6 juin 2012 où il est remarqué par la critique et reçoit un excellent accueil du public présent.
À sa sortie en salles en France le 24 octobre, le film reçoit dans la presse un accueil allant du bon au très bon. Le site agrégateur de critiques Allociné confère au film une note moyenne de 3,9/5, sur la base de 20 critiques parues dans la presse papier et sur les sites Internet spécialisés. Et une moyenne de 4/5 pour 481 notes dont 104 critiques sur le site.

### Box-office
Le Jour des corneilles sort dans les salles en France et en Belgique le 24 octobre 2012. Distribué par Gebeka Films, il est exploité en France sur 186 copies. En France, le film rassemble 68 775 entrées en première semaine, puis 79 513 en deuxième semaine, puis 49 027 en troisième semaine, et cumule ainsi un peu plus de 197 000 entrées en trois semaines. Le cumul des entrées au 31 décembre 2013 est de 401 000 entrées.